# Landon Pigg
Landon Pigg (* 6. August 1983 in Nashville, Tennessee) ist ein US-amerikanischer Singer-Songwriter.
Erste Bekanntheit erlangte Pigg 2006, als ein Lied von ihm in der Fernsehserie Grey’s Anatomy verwendet wurde. Danach hatte er mehrere prominente Fernsehauftritte und veröffentlichte noch im selben Jahr sein erstes richtiges Album mit dem Titel LP. Can't Let Go war der erfolgreichste Song daraus und konnte sich 24 Wochen in den US-Adult-Charts halten.
Im November 2007 erreichte der Titel Falling in Love at a Coffee Shop mit Unterstützung durch eine Fernsehwerbung auch die offiziellen Billboard-Charts und kam bis auf Platz 93 der Hot 100.

## Diskografie
Alben
- Demonstration (2002)
- LP (2006)
- The Boy Who Never (2009)

Singles/EPs
- This Is a Pigg (2006)
- Connect Sets (2006)
- Live in tat the Alice Lounge (2007)
- Falling in Love at a Coffee Shop (2008)

## Filmografie
- 2009: Roller Girl – Manchmal ist die schiefe Bahn der richtige Weg (Whip it)